# Archivum Historicum Societatis Iesu
Archivum Historicum Societatis Iesu [AHSI] est une revue scientifique sur l’histoire de la Compagnie de Jésus. Fondée par Pedro Leturia en 1932, et publiée deux fois par an par l’Institut historique de la Compagnie de Jésus (Rome), elle contient articles, documents inédits, recensions et commentaires sur des publications récentes dans le domaine de l’histoire des Jésuites.

## Histoire
l’Institut historique de la Compagnie de Jésus (Rome) fut fondé en 1930 par le père Vladimir Ledóchowski, Supérieur général des Jésuites, et le père Pedro de Leturia en fut nommé le premier directeur. Deux ans plus tard, en 1932, il publie le premier numéro de ce qui devint l’organe principal de l’IHSI : l’Archivum Historicum Societatis Iesu.
Le premier numéro contenait deux articles de recherche, écrits par Pietro Tacchi Venturi  (sur la formation des jésuites à l'époque d'Ignace de Loyola) en italien, et Georg Schurhammer (it) (sur la mission jésuite au Japon), en allemand. Même si la langue éditoriale est le latin, la revue est multilingue dès son premier numéro. Dans d’autres sections on trouvait des textes inédits ou rares, des essais, l’histoire des missions jésuites et des recensions de livres, parfois brèves, parfois développées sur plusieurs pages.

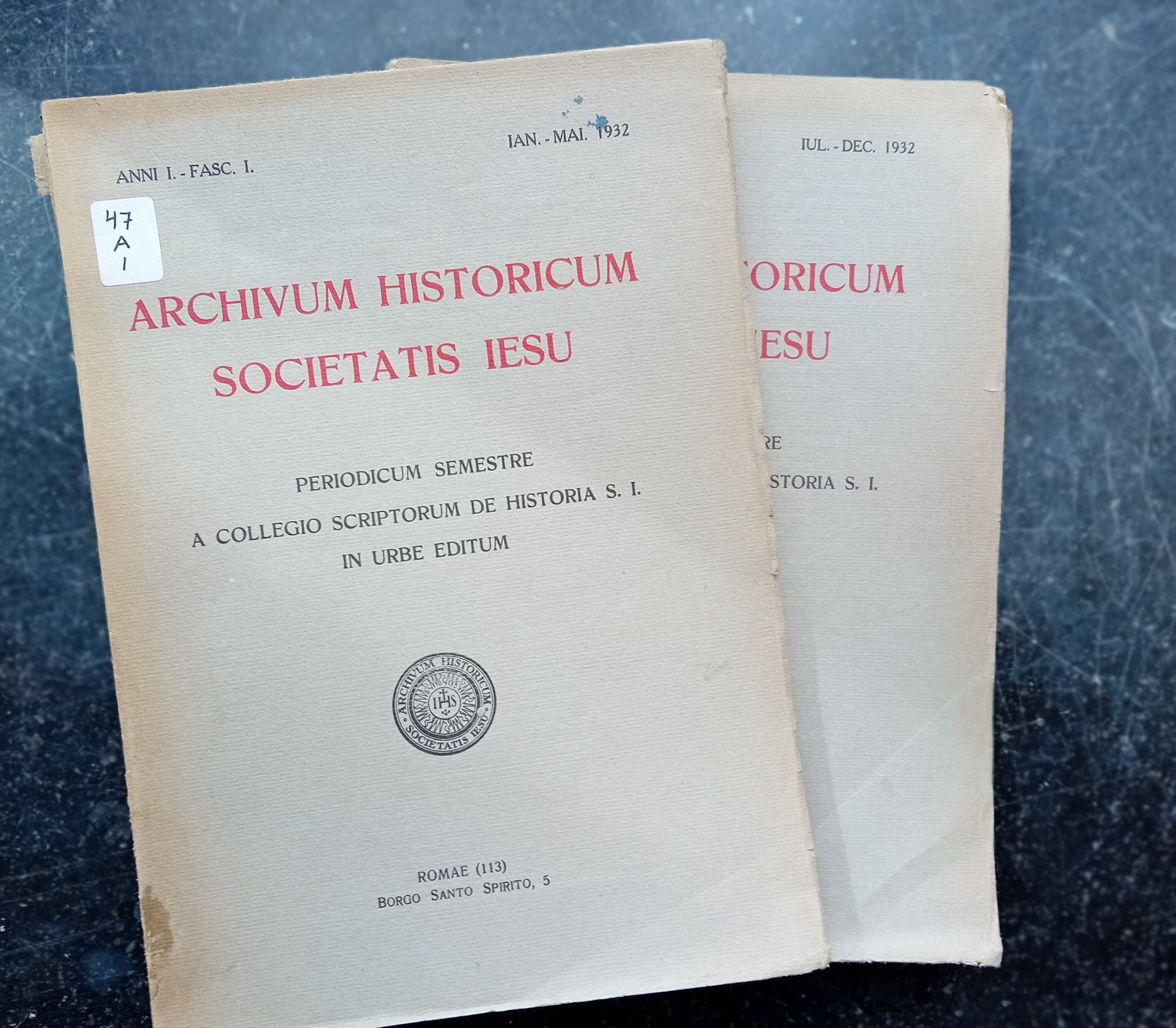
Les premiers fascicules de la revue (1932)

## Description
En 2023 l’AHSI, toujours au même rythme semestriel, en est à son 92è volume et continue de publier des travaux concernant l'histoire de la Compagnie de Jésus, également regroupés dans un certain nombre de sections qui visent à refléter le dynamisme et la diversité de la recherche actuelle dans ce domaine : des articles de recherche avancée ; des notes de recherche et essais de synthèse. Une fois par an une bibliographie quasi exhaustive sur l'histoire de la Compagnie de Jésus est publiée: thématique (Exercices spirituels, l’Institut jésuite, spiritualité ignatienne, etc), géographique (par continent et par pays), et personnelle. Avec revues d’articles, notes et nouvelles (une section ‘In memoriam’)